# Мельдино (платформа)
Мельдино́ — остановочный пункт тупикового ответвления Вербилки — Дубна Савёловского направления Московской железной дороги вблизи одноимённой деревни Талдомского городского округа Московской области.
Платформа появилась в связи со строительством ветки Вербилки — Большая Волга в 1930-е годы. Во время войны ветка была разобрана, восстановлена в 1950-е.

## Пассажирская инфраструктура
Рядом с платформой проходит шоссе А104 (Москва — Дмитров — Дубна), пересекающее железную дорогу в 50 метрах севернее платформы. Недалеко находится паромная переправа № 3 через канал имени Москвы. Одна из двух ныне действующих на канале, соединяющая указанное шоссе с автодорогой Синьково — Насадкино — Липино. 
В конце 1990-х годов касса, расположенная на платформе рядом с навесом, была сломана и перенесена в отдельно стоящую постройку. В настоящее время касса действует.